# Ter (flod)
Ter är ett vattendrag i Spanien. Det ligger i provinsen Girona och regionen Katalonien, i den östra delen av landet, 600 km öster om huvudstaden Madrid.